# Первая скрипка (мультфильм)
«Первая скрипка» — советский мультипликационный фильм 1958 года о том, что талант без труда не приведёт к успеху.

## Сюжет
В начале мультфильма стрекоза летела на торжество маленького кузнечика Удальца (изначально мама хотела назвать его Цветочком). Пчёлы задерживают её по дороге, но отпускают, посмеявшись над её спешкой — она должна явиться ровно в 7 вечера.
После гостеприимства стрекозы кузнечик-папа вместе с его коллегами заиграли колыбельную для сына, а мама её напевала и укладывала сына спать, пеленая лепестками цветка. После проигрыша песни кузнечик-папа, его коллеги и стрекоза выпили по бокалу вина. На следующий день Удалец выбирается из пелёнок и сам прискакивает к ищущей его маме. Та умывает его росой, а папа подарил Удальцу шапочку и сапоги.
Удалец не хотел учиться играть на скрипке и решил изобразить из себя настоящего музыканта. Другие насекомые, включая кузнечика-папу, не выдерживают такой наглости. Насекомые прячутся, а папа утихомиривает сына, говоря, что он уморит его коллег, после чего учит играть его на своей скрипке гамму. Удалец не выдержал и решил разыграть других насекомых. Сначала он показал бабочкам-танцовщицам своё «умение» прыгать, дрыгать ногой и танцевать. Все засмеялись, а учитель награждает его «первым призом» за хвастовство.
Далее Удалец решил доказать пчёлам-каменщикам свою «опытную работу». Сторож дал Удальцу задание донести два ведра с мёдом и воском до самого верхнего этажа. Доску покачнуло, и Удалец решил добраться туда вприпрыжку, но в итоге падает и приклеивается к мёду. Пчёлы, насмехаясь, дают Удальцу другое задание, но тот раскаивается и говорит, что он «нахвастался».
После такой неудачи Удалец взял себя в руки. Ночью Удалец встречает одного светляка, который уже устал от работы и начал зевать. Удалец решил разыграть представление для светляка, сыграв простую ноту на скрипке отца, чтобы он не зевал от усталости.
В финале для светляка, пчёл и улитки состоялся концерт, от которого первый почти заплакал, а слеза погасила фонарь. Папа говорит сыну, что музыка — наука, а не «Траля-ля-ля-ля-ля...».

## Создатели
| Сценарий                  | Дзидра Ринкуле |
| Стихи                     | Михаил Вольпин |
| Постановка режиссёра      | Дмитрий Бабиченко |
| Художники-постановщики    | Пётр Репкин, Владимир Соболев |
| Художники-мультипликаторы | Борис Бутаков, Фаина Епифанова, Владимир Крумин, Вячеслав Котёночкин, Геннадий Новожилов, Владимир Пекарь, Игорь Подгорский, Лидия Резцова, Елена Хлудова, Константин Чикин |
| Художники-декораторы:     | Дмитрий Анпилов, Константин Малышев, Галина Невзорова, Ирина Троянова |
| Композитор                | Александр Варламов |
| Оператор                  | Михаил Друян |
| Звукооператор             | Николай Прилуцкий |
| Ассистенты:               | Лидия Горячева, Нина Майорова |
| Роли озвучивали           | Серафим Аникеев — Бабочка-учитель; Шмель, Вера Васильева — Кузнечик-мама; Стрекоза, Евгений Весник — Кузнечик-папа; Светлячок, Нина Гуляева — Удалец, Елена Понсова — Шмелиха (в титрах отсутствует), Владимир Грибков — Сторож (в титрах отсутствует), Юрий Александрович Савельев — пчела - попутчик пчелы в красном платке (в титрах отсутствует), Константин Фёдорович Николаев — пчела в окне с цветами (в титрах отсутствует). |
| Монтажёр                  | Нина Майорова |

## Награды
- 1959 — XV Международный КиноФестиваль в Венеции — Диплом.